# Hylaeus margaretae
Hylaeus margaretae là một loài Hymenoptera trong họ Colletidae. Loài này được Hirashima & Tadauchi mô tả khoa học năm 1984.